# قلاب-وصل قلاب-قطع
در تلفن، قلاب-وصل و قلاب-قطع (به انگلیسی: on-hook and off-hook) دو حالت مدار مخابراتی هستند. در تلفن‌های مشترک، با قراردادن گوشی بررو یا قطع قلاب‌کلید (برداشتن و گذاشتن گوشی) این حالت‌ها ایجاد می‌شوند. قراردادن مدار در حالت قلاب-قطع را اشغال خط نیز می‌نامند. حالت قلاب-قطع در ابتدا به شرایطی گفته می‌شد که تلفن‌ها دارای یک گوشی (گیرنده) جداگانه بودند و از قلاب‌کلید آن آویزان بود تا اینکه کاربر با برداشتن آن یک تماس تلفنی را آغاز می‌کرد. وقتی قلاب قطع است، وزن گیرنده دیگر قلاب‌کلید گیره-فنری را فشار نمی‌دهد، درنتیجه دستگاه را به خط تلفن متصل می‌کند.

## قلاب-قطع
اصطلاح قلاب-قطع به معنای زیر است:

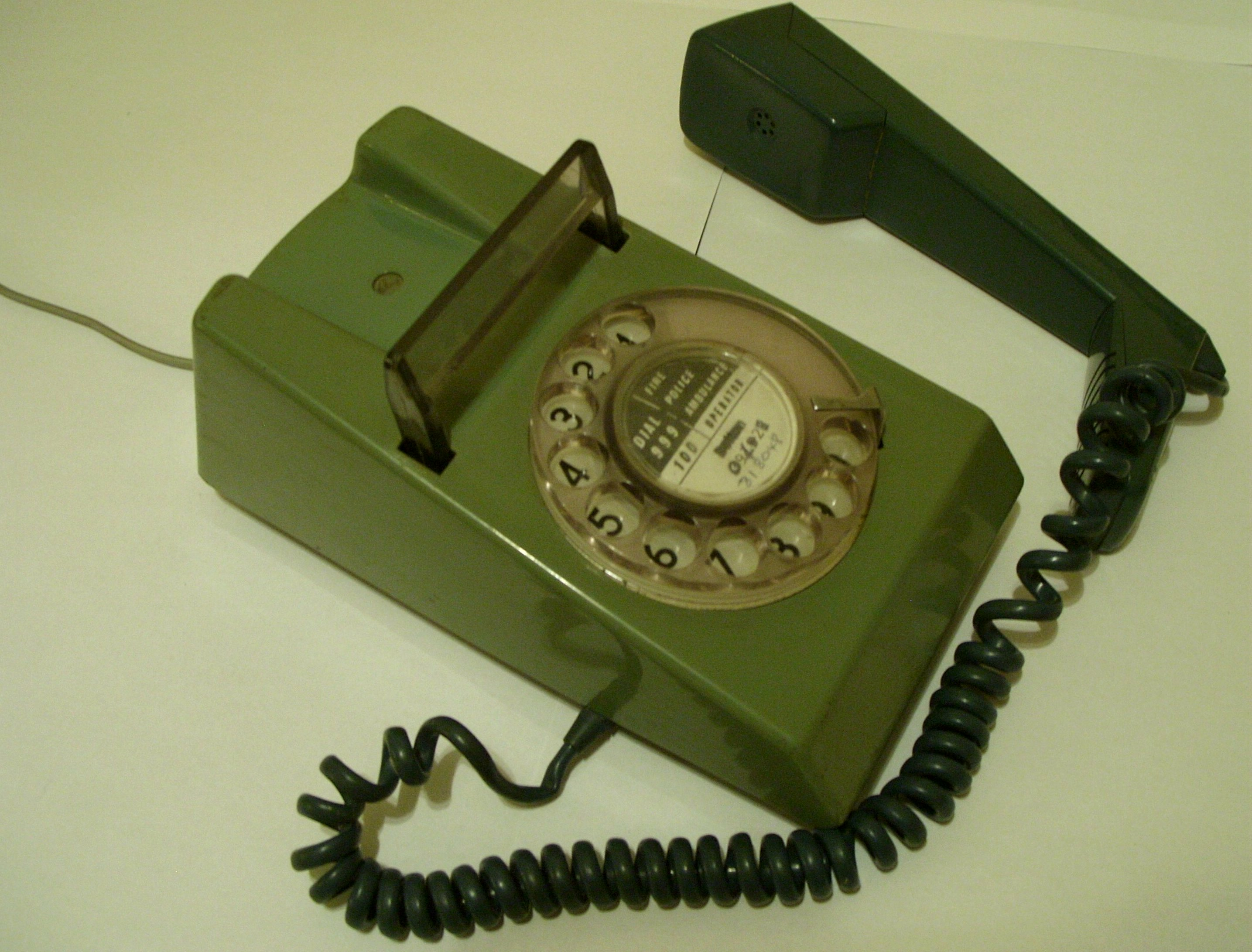
تلفن قلاب قطع

- شرایطی که هنگام استفاده از تلفن یا ابزار کاربری دیگری وجود دارد، یعنی هنگام شماره‌گیری یا برقراری ارتباط.
- توصیف کلی یکی از دو حالت سیگنال‌دهی احتمالی در یک رابط بین سامانه‌های مخابراتی،[۱] مانند بوق یا بدون بوق و اتصال زمین در مقابل اتصال باتری. توجه داشته باشید که اگر قلاب-قطع مربوط به یک حالت باشد، قلاب-وصل مربوط به حالت دیگر است.
- حالت فعال (به عنوان مثال، یک حلقه بسته (اتصال کوتاه بین سیم‌ها) خط مشترک یا حلقه کاربر PBX)
- یک حالت عملیاتی از یک پیوند ارتباطی که در آن تراگسیل داده یا برای (الف) ارتباطات صوتی یا داده‌ای یا (ب) سیگنال‌دهی شبکه فعال است.[۲][۳]

## قلاب-وصل
اصطلاح قلاب-وصل به معنای زیر است:

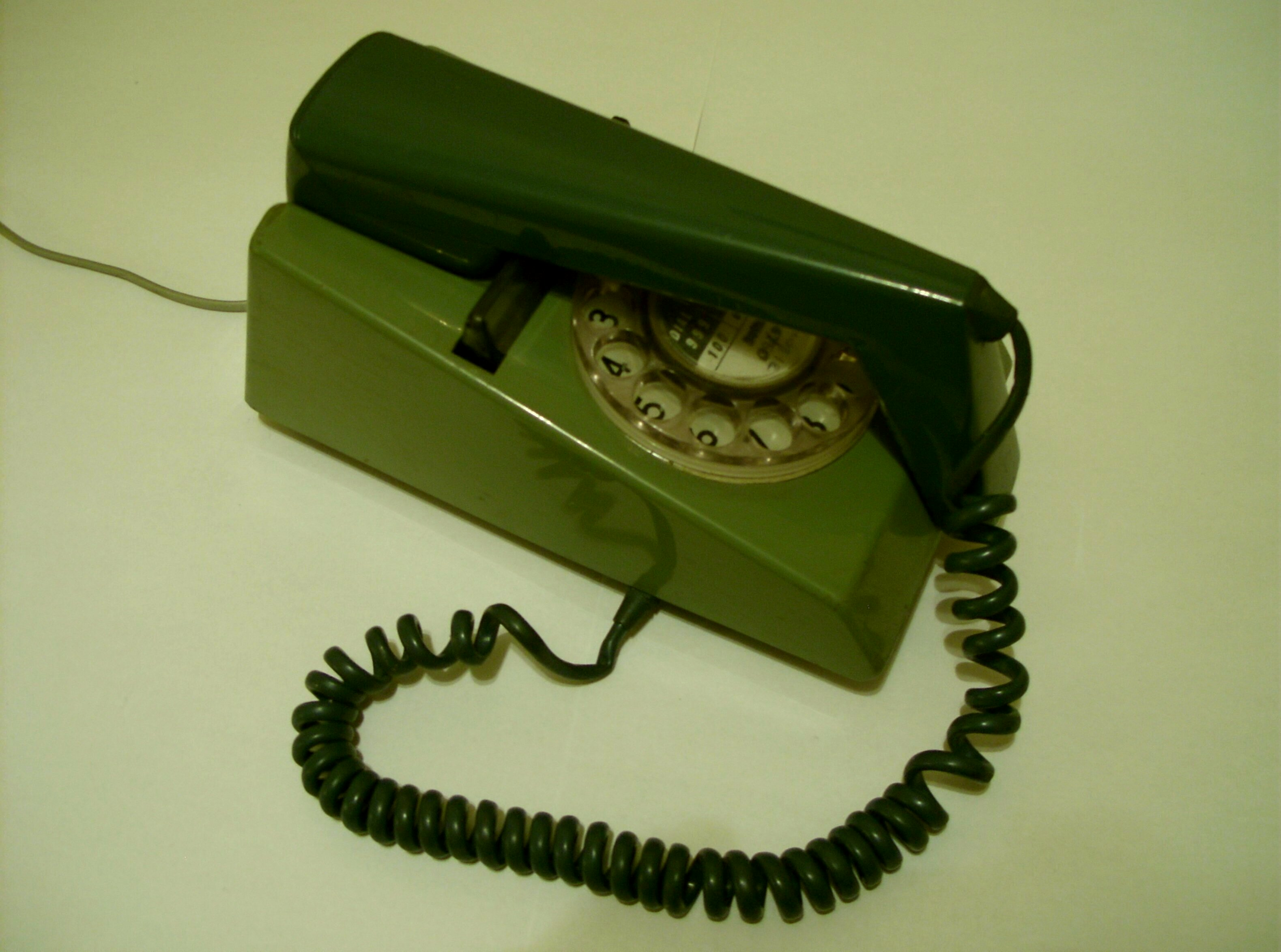
گوشی تلفن قلاب وصل

- شرایطی که وقتی تلفن یا ابزار کاربری دیگری استفاده نمی‌شود، یعنی وقتی که بیکار منتظر تماس هستید، وجود دارد. توجه: قلاب-وصل در ابتدا به محل نگهدار گوشی تلفن بیکار، یعنی گوشی جداگانه، روی یک قلاب‌کلید اشاره دارد. وزن گیرنده، قلاب‌کلید گیره-فنری را فشرده و درنتیجه دستگاه بیکار (به جز زنگ آن) را از خط تلفن جدا می‌کند.
- یکی از دو حالت سیگنال‌دهی احتمالی، مانند بوق یا بدون بوق، یا اتصال زمین در مقابل اتصال باتری. توجه: اگر قلاب-وصل مربوط به یک حالت باشد، قلاب-قطع مربوط به حالت دیگر است.
- حالت بیکار، یعنی یک حلقه باز خطِ مشترک یا حلقه کاربر PBX.
- یک حالت عملیاتی از یک مدار مخابراتی که در آن تراگسیل ازکارافتاده است و امپدانس بالا یا «مدار باز» است، توسط ابزار (های) انتهایی به پیوند (لینک) ارائه می‌شود. توجه: در طول وضعیت قلاب-وصل، پیوند (لینک) به سیگنال‌های زنگ پاسخ می‌دهد.